# Lincoln Logs

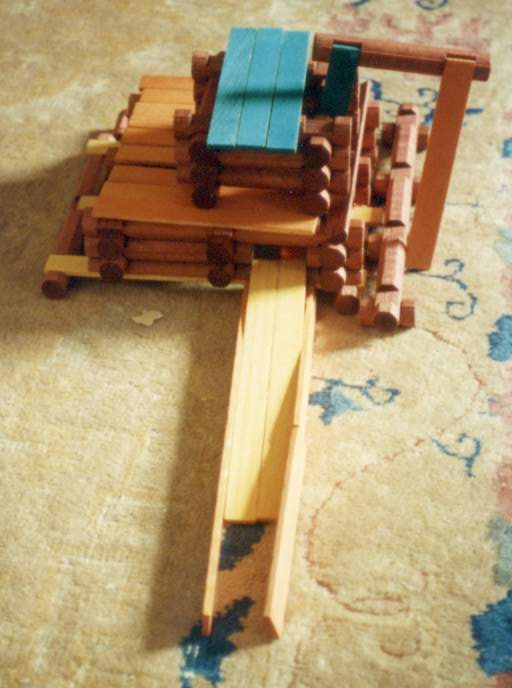
Una segheria realizzata con Lincoln Logs.

Lincoln Logs (letteralmente tronchi Lincoln) è un gioco di costruzione per bambini composto principalmente da riproduzioni di tronchi in miniatura intagliati che possono essere usati nella realizzazione di capanne ed altri edifici. Lincoln Logs è stato creato nel 1916 da John Lloyd Wright figlio dell'architetto Frank Lloyd Wright. Lincoln Logs è stato inserito nella National Toy Hall of Fame nel 1999.